# Monteverdi Choir
Il Monteverdi Choir venne fondato nel 1964 da Sir John Eliot Gardiner per l'esecuzione del Vespro della Beata Vergine nella Cappella del King's College di Cambridge. Specializzato nell'esecuzione di musica del periodo barocco e classico, è diventato famoso per il suo stile e per l'estensione del suo repertorio. Essi collaborano molto spesso con gli English Baroque Soloists.

## Bach Cantata Pilgrimage
Nel 2000, il Choir, con gli English Baroque Soloists, intrapresero un ambizioso tour, il Bach Cantata Pilgrimage, durante il quale eseguirono tutte le cantate sacre di J.S. Bach in più di 60 chiese in tutta Europa per celebrare 250º anniversario della morte del compositore tedesco. Le registrazioni fatte durante il tour sono state effettuate per l'etichetta Soli Deo Gloria  di John Eliot Gardiner.

## Discografia

### Johann Sebastian Bach

#### Cantate di Johann Sebastian Bach
- Easter Cantatas: BWV 6, BWV 66 — 2000 — Archiv Produktion 463 580-2
- Cantatas: BWV 106, BWV 118, BWV 231, BWV 198 — 1990 — Archiv Produktion 463 581-2
- Cantatas for the 3rd Sunday after Epiphany: BWV 72, BWV 73, BWV 111, BWV 156 — 2000 — Archiv Produktion 463 582-2
- Cantatas for Ascension Day: BWV 43, BWV 128, BWV 37, BWV 11 — 2000 — Archiv Produktion 463 583-2
- Whitsun Cantatas: BWV 172, BWV 59, BWV 74, BWV 34 — 2000 — Archiv Produktion 463 584-2
- Cantatas for the Feast of the Purification of Mary: BWV 83, BWV 82, BWV 125, BWV 200 — 2000 — Archiv Produktion 463 585-2
- Cantatas: BWV 98, BWV 139, BWV 16 — 2000 — Archiv Produktion 463 586-2
- Cantatas: BWV 140, BWV 147 — 1992 — Archiv Produktion 463 587-2
- Advent Cantatas: BWV 61, BWV 36, BWV 62 — 1992 — Archiv Produktion 463 588-2
- Christmas Cantatas: BWV 63, BWV 64, BWV 121, BWV 133 — 2000 — Archiv Produktion 463 589-2
- Cantatas for the 9th Sunday after Trinity: BWV 94, BWV 168, BWV 105 — 2000 — Archiv Produktion 463 590-2
- Cantatas for the 11th Sunday after Trinity: BWV 179, BWV 199, BWV 113 — 2000 — Archiv Produktion 463 591-2
- Cantatas for the 2nd Sunday after Epiphany: BWV 155, BWV 3, BWV 13 e Cantatas for the 4th Sunday after Epiphany: BWV BWV 81, BWV 14, BWV 26, BWV 227 (2 CDs) — 2005 — SDG 115
- Cantatas for the Feast of St. John the Baptist: BWV 167, BWV 7, BWV 30 e Cantatas for the 1st Sunday after Trinity: BWV 75, BWV 20, BWV 39 (2 CDs) — 2005 — SDG 101
- Cantatas for the 15th Sunday after Trinity: BWV 138, BWV 99, BWV 51, BWV 100 e Cantatas for the 16th Sunday after Trinity: BWV 161, BWV 27, BWV 8, BWV 95 (2 CDs) —2005 — SDG 104
- Cantatas for the 3rd Sunday after Easter (Jubilate): BWV 12, BWV 103, BWV 146 e Cantatas for the 4th Sunday after Easter: BWV 166, BWV 108, BWV 117 (2 CDs) — 2005 — SDG 107
- Cantatas for the 19th Sunday after Trinity: BWV 48, BWV 5, BWV 90, BWV 56 e Cantatas for the Feast of the Reformation: BWV 79, BWV 192, BWV 80 (2 CDs) — 2005 — SDG 110
- Alles mit Gott, BWV 1127 & Arias and Choruses from Cantatas BWV 71, BWV 78, BWV 151, BWV 155, BWV 159, BWV 182, BWV 190 — 2005 — SDG 114
- Cantatas for the Christmas Day & for the 2nd day of Christmas: BWV 91, BWV 121, BWV 40, BWV 110 — 2005 — SDG 113

#### Altri lavori
- Mass in B minor, BWV 232 — 1985 — Archiv Produktion 415 514-2
- St. Matthew Passion, BWV 244 — 1989 — Archiv Produktion 427 648-2
- St. John Passion, BWV 245 — 1986 — Archiv Produktion 419 324-2
- Magnificat, BWV 243 e Cantata: BWV 51 (con Emma Kirkby) — 1985 — Philips Classics 464 672-2

### Altri compositori

#### Claudio Monteverdi
- Vespro della Beata Vergine e Magnificat a sei voci — 1990 — Archiv Produktion 429 565-2
- Vespro della Beata Vergine e Mottetti di Giovanni Gabrieli, Giovanni Bassano & Claudio Monteverdi (2 CDs) — 1994 — Decca

#### Antonio Vivaldi
- Gloria in D major, RV 589 — 2001 — Philips Classics 462 597-2

#### George Frideric Handel
- Messiah — 1982 — Philips Classics 411 041-2
- Dixit Dominus —2001 — Philips Classics 462 597-2

#### Christoph Willibald Gluck
- Orfeo ed Euridice — 1993 — Philips Classics 434 093-2

#### Joseph Haydn
- Die Jahreszeiten (The Season), Hob. XXI:3 — 1992 — Archiv Produktion 431 818-2
- Die Schöpfung (The Creation), Hob. XXI:2 — 1996 — Archiv Produktion 449 217-2

#### Wolfgang Amadeus Mozart
- Requiem, KV 626 e Kyrie in D minor, KV 341 — 1986 — Philips Classics
- |Mass in C minor, "Great" Mass, K. 427 — 1986 — Philips Classics
- Idomeneo — 1991 — Archiv Produktion 431 674-2
- La clemenza di Tito — 1991 — Archiv Produktion 431 806-2
- Die Entführung aus dem Serail — 1992 — Archiv Produktion 435 857-2
- Così fan tutte — 1993 — Archiv Produktion 437 829-2
- Le nozze di Figaro — 1994 — Archiv Produktion 439 871-2
- Don Giovanni — 1995 — Archiv Produktion 445 870-2
- Die Zauberflöte — 1996 — Archiv Produktion 449 166-2

#### Ludwig van Beethoven
- Missa Solemnis, op. 123 — 1990 — Archiv Produktion 429 779-2
- Messe in C, op. 86, "Ah! perfido" — "Per pietà" op. 65, and Kantate op. 112: Meeresstille und glückliche Fahrt — 1992 — Archiv Produktion 435 391-2
- Symphony No. 9 in D minor, op. 125 — 1994 — Archiv Produktion 447 074-2

#### Carl Maria von Weber
- Oberon — 2005 — Philips Classics 4756563

#### Franz Schubert
- Mass in A flat, D. 678, Hymnus an den Heiligen Geist, D. 948, Psalm 92, D. 953: Lied für den Sabbath, Stabat mater, D. 175 - 1999 - Philips Classics 456 578-2

#### Hector Berlioz
- Messe solennelle — 1994 — Philips Classics 442 137-2

#### Robert Schumann
- Das Paradies und die Peri, Requiem für Mignon, Nachtlied — 1999 — Archiv Produktion 457 660-2

#### Giuseppe Verdi
- Requiem, Quattro Pezzi Sacri - 1995 - Philips Classics 442 142-2
- Falstaff - 2001 - Philips Classics 462 603-2

#### Johannes Brahms
- Ein deutsches Requiem op. 45 - 1991 - Philips 432 140-2

#### Altre registrazioni
- Music of the Chapels Royal (music by Henry Purcell, Matthew Locke, John Blow, and Pelham Humfrey) — 2002 — apex 0927 44352 2
- Membra Jesu Nostri di Buxtehude e O bone Jesu, fili Mariae (SWV 471), a Sacred concerto by Schütz — Archiv Produktion 447 298-2